# Партибрејкерс
Партибрејкерс (англ. Partybreakers) — югославская и сербская рок-группа из Белграда.

## История

### Начало
Коллектив был сформирован югославскими рок-музыкантами, которые уже имели опыт работы в различных коллективах. В первый состав входили: Зоран Костич Цане (вокал), Горан Булатович Манза — (барабаны), Небойша Антониевич — (гитара) и Любиш Костандинович (гитара). Первое публичное выступление нового коллектива состоялось на разогреве у группы The Fifties 4 октября 1982 года. Реакция публики была очень позитивной, и хотя они еще не имели изданного студийного материала, они уже выезжали на гастроли. Однажды в Загребе у них состоялось пять концертов за три дня. Фронтмен загребской группы Azra Бранимир Штулич, который был звукоинженером на тех выступлениях, под впечатлением от их концерта даже предложили стать продюсером их дебютного альбома.
Их первой изданной песней стала «Радио утопия», которая попала на компиляцию «Ventilator 202» белградской фирмы PGP-RTB. Через год мир увидел дебютный сингл — «Hiljadu godina» / «Večeras» (рус. Тысяча лет / Сегодня ночью). Между тем, ажиотаж вокруг молодой группы сложился такой, что радиостанции взялись крутить их демозаписи. В июне 1984 в белградской O Studio был записан дебютный альбом, названный «Partibrejkers I». Записанного материала хватило бы и на еще один альбом, но Jugoton отказался его издавать, поскольку «в песнях не хватает возмущения». Вскоре после этого барабанщик Манза решил покинуть группу и вскоре, в конце 1985 года, Партибрејкерс распались.
Снова они собираются уже в 1986 году в обновленном составе. Они отослали готовые студийные наработки компании PGP-RTB, но те не были склонны выпускать запись. В 1987 году они организовали два благотворительных концерта, на собранные деньги они купили 16 тортов, которые подарили детям в детском доме на улице Zvecanska в Белграде.
Наконец в 1988 выходит альбом «Partibrejkers II». Новая запись не открывала перед меломанами новых горизонтов, и новых поклонников Партибрејкерс’ы не получили. Следует отметить, что в то время изменилась конъюнктура на местной рок-сцене: полностью доминировало движение Нови Талас (новая волна, new wave), много коллективов, с которыми начинали Партибрејкерс, изменили своё звучание на более мейнстримное (Електрични оргазам), сама группа воспринималась как своего рода реликт прошлого.
Альбом был издан без имени в 1988 году. Одна из самых известных песен в альбоме — «Дочь луны».

### Современное состояние
В 2007-м году группа выпустила альбом «Свобода или ничего», поступивший в продажу в ноябре 2007 года.

## Наследие
- Их дебютный альбом Partibrejkers I занял 18 место в списке 100 лучших югославских поп- и рок-альбомов (серб. YU 100: najbolji albumi jugoslovenske rok i pop muzike)[2].
- В 2006 году крупный медиа-холдинг Сербии B92 составил список 100 лучших отечественных песен (серб. Б92 100 најбољих домаћих песама), куда попали две композиции Партибрејкерс — «1000 godina» (7-е место) и «Hoću da znam» (21-е место)[3].
- По данным голосования среди слушателей радиостанции Radio 202 песня «Hoću da znam» вошла в символический список 60 лучших песен, которые были изданы лейблом PGP-RTB / PGP-RTS[4].

## Дискография
- Partibrejkers I (1985)
- Partibrejkers II (1988)
- Partibrejkers III (1989)
- Kiselo i slatko (1994)
- Ledeno doba (1997)
- Gramzivost i pohlepa (2002)
- Sloboda ili ništa (2007)
- Krš i lom (2010)
- Sirotinsko carstvo (2015)